# Großklenau
Großklenau ist ein Gemeindeteil der Kreisstadt Tirschenreuth in der Oberpfalz.

## Lage
Das Dorf liegt drei Kilometer nördlich von Tirschenreuth im Stiftland.

## Geschichte
Großklenau wurde erstmals 1224 mit den Namen „Klenau“ und „Chlenau“ erwähnt. Der Name könnte vom slawischen „klenn“ (Ahorn) abgeleitet sein. Das Dorf wurde im Zuge der Gebietsreform in Bayern am 1. Januar 1978 nach Tirschenreuth eingemeindet. Bis dahin war Großklenau eine selbstständige Gemeinde.